# Maskgroddjur
Maskgroddjur (Gymnophiona) är en ordning i klassen groddjur.
Djur i denna ordning har till skillnad från andra arter i samma klass ett parningsorgan. Arterna lever i tropiska och subtropiska regioner av Afrika, Asien, Central- och Sydamerika. De flesta vistas i den fuktiga jorden i skogar. Några arter i Sydamerika lever i vattnet.

## Beskrivning
Som namnet antyder är de mask- eller ormliknande samt saknar ben. De är antingen svarta eller mörkblåa till färgen och slingrar sig fram likt ormar. Maskgroddjur saknar ben och lever nästan uteslutande under jord. De gräver med sina starka och gevärskuleformade huvud för att skapa gångar. De vuxna djuren varierar i storlek från sju-åtta cm till 1,4 meter. De flesta arterna är ungefär 30 cm långa. Maskgroddjuren förökar sig genom inre befruktning vilket betyder att hanen lämnar sin sperma inne i honans kropp. De flesta arter föder ungar och de vuxna djuren äter maskar och insekter.
Arterna har små ögon som är täckta av hud. Dessutom finns ofta tentakler kring munnen och ögonen som har ett smaksinne. I familjerna Ichthyophiidae och Rhinatrematidae har arterna en full utvecklad svans. Hos andra familjer är svansen förkrypt eller det finns en sköld på kroppens baksida. De flesta djur i ordningen har ryggradslösa djur som föda som lever i jorden, till exempel daggmaskar, myror och termiter. Några arter äter även ryggradsdjur som fiskar, grodor och maskormar. Maskgroddjur faller själv offer för fiskar, rovlevande fåglar, däggdjur och ormar. Hos arterna Boulengerula taitana och Siphonops annulatus äter ungarna moderns hud innan de tar annan föda.

## Taxonomi
Enligt Amphibian Species of the World fördelas ordningens arter på 10 familjer:
- Caeciliidae
- Chikilidae
- Dermophiidae
- Herpelidae
- Ichthyophiidae
- Indotyphlidae
- Rhinatrematidae
- Scolecomorphidae
- Siphonopidae
- Typhlonectidae